# Owain Lawgoch
Owain Lawgoch (en inglés: Owain of the Red Hand, en francés: Yvain de Galles), nombre completo Owain ap Thomas ap Rhodri (c. 1330 - julio de 1378), fue un militar galés que sirvió en Lombardía, Francia, Alsacia, y Suiza. Estuvo al frente de una Compañía Libre que luchó en el bando francés contra el ejército inglés durante la Guerra de los Cien Años. Como último descendiente políticamente activo de Llywelyn el Grande por línea masculina, fue pretendiente al título de Príncipe de Gwynedd y de Gales.

## Genealogía
Tras la muerte de Llywelyn el Último en 1282 y la ejecución de su hermano y sucesor Dafydd ap Gruffudd en 1283, Gwynedd juró lealtad y aceptó el dominio inglés. La hija de Llywelyn Gwenllian ferch Llywelyn fue encerrada de por vida en un Priorato en Sempringham, mientras que los hijos de Dafydd permanecieron prisioneros en el Castillo de Bristol hasta su muerte. Otro de los hermanos de Llywelyn, Rhodri ap Gruffydd, renunció a sus derechos sobre Gwynedd y pasó gran parte de su vida en Inglaterra. Su hijo Thomas heredó tierras en Inglaterra en Surrey, Cheshire y Gloucestershire.
Rhodri se conformó con pasar el resto de su vida como caballero rural en Inglaterra, y aunque su hijo Thomas ap Rhodri usó los cuatro leones de Gwynedd en su sello, no hizo ningún intento de reclamar su herencia. Owain, su único hijo, nació en Surrey donde su abuelo había adquirido la Manor de Tatsfield, un pequeño pueblo a solo 17 millas del centro de Londres, donde aún se pueden encontrar topónimos galeses e. g. Maesmawr Road (trans: Great Field Road). Thomas murió en 1363 y Owain regresó del extranjero para reclamar su patrimonio en 1365. Owain Lawgoch estaba al servicio francés en 1369 y sus tierras en Gales e Inglaterra fueron confiscadas.
|                                |                                |                                |                                |                                |                                |  |  |                                     |                                     |                                     |                                     |                                     |                                     |                                     |                                     | Llywelyn el Grande 1173–1195–1240   |                                     |                                   |                                   |                                   |                                   |                                   |                                   |                                   |                                   |                                |                                |                                |                                |  |  |                                |                                |                                |                                |                                |                                |  |  |  |  |  |  |  |  |  |  |  |  |  |  |  |  |  |  |  |  |  |  |  |  |
|                                |                                |                                |                                |                                |                                |  |  |                                     |                                     |                                     |                                     |                                     |                                     |                                     |                                     |                                     |                                     |                                   |                                   |                                   |                                   |                                   |                                   |                                   |                                   |                                |                                |                                |                                |  |  |                                |                                |                                |                                |                                |                                |  |  |  |  |  |  |  |  |  |  |  |  |  |  |  |  |  |  |  |  |  |  |  |  |
|                                |                                |                                |                                |                                |                                |  |  |                                     |                                     |                                     |                                     |                                     |                                     |                                     |                                     |                                     |                                     |                                   |                                   |                                   |                                   |                                   |                                   |                                   |                                   |                                |                                |                                |                                |  |  |                                |                                |                                |                                |                                |                                |  |  |  |  |  |  |  |  |  |  |  |  |  |  |  |  |  |  |  |  |  |  |  |  |
|                                |                                |                                |                                |                                |                                |  |  |                                     |                                     |                                     |                                     | Gruffydd ap Llywelyn Fawr 1198–1244 | Gruffydd ap Llywelyn Fawr 1198–1244 | Gruffydd ap Llywelyn Fawr 1198–1244 | Gruffydd ap Llywelyn Fawr 1198–1244 | Gruffydd ap Llywelyn Fawr 1198–1244 | Gruffydd ap Llywelyn Fawr 1198–1244 |                                   |                                   | Dafydd ap Llywelyn 1212–1240–1246 | Dafydd ap Llywelyn 1212–1240–1246 | Dafydd ap Llywelyn 1212–1240–1246 | Dafydd ap Llywelyn 1212–1240–1246 | Dafydd ap Llywelyn 1212–1240–1246 | Dafydd ap Llywelyn 1212–1240–1246 |                                |                                |                                |                                |  |  |                                |                                |                                |                                |                                |                                |  |  |  |  |  |  |  |  |  |  |  |  |  |  |  |  |  |  |  |  |  |  |  |  |
|                                |                                |                                |                                |                                |                                |  |  |                                     |                                     |                                     |                                     | Gruffydd ap Llywelyn Fawr 1198–1244 | Gruffydd ap Llywelyn Fawr 1198–1244 | Gruffydd ap Llywelyn Fawr 1198–1244 | Gruffydd ap Llywelyn Fawr 1198–1244 | Gruffydd ap Llywelyn Fawr 1198–1244 | Gruffydd ap Llywelyn Fawr 1198–1244 |                                   |                                   | Dafydd ap Llywelyn 1212–1240–1246 | Dafydd ap Llywelyn 1212–1240–1246 | Dafydd ap Llywelyn 1212–1240–1246 | Dafydd ap Llywelyn 1212–1240–1246 | Dafydd ap Llywelyn 1212–1240–1246 | Dafydd ap Llywelyn 1212–1240–1246 |                                |                                |                                |                                |  |  |                                |                                |                                |                                |                                |                                |  |  |  |  |  |  |  |  |  |  |  |  |  |  |  |  |  |  |  |  |  |  |  |  |
|                                |                                |                                |                                |                                |                                |  |  |                                     |                                     |                                     |                                     |                                     |                                     |                                     |                                     |                                     |                                     |                                   |                                   |                                   |                                   |                                   |                                   |                                   |                                   |                                |                                |                                |                                |  |  |                                |                                |                                |                                |                                |                                |  |  |  |  |  |  |  |  |  |  |  |  |  |  |  |  |  |  |  |  |  |  |  |  |
| Owain Goch ap Gruffydd d. 1282 | Owain Goch ap Gruffydd d. 1282 | Owain Goch ap Gruffydd d. 1282 | Owain Goch ap Gruffydd d. 1282 | Owain Goch ap Gruffydd d. 1282 | Owain Goch ap Gruffydd d. 1282 |  |  | Llywelyn ap Gruffydd 1223–1246–1282 | Llywelyn ap Gruffydd 1223–1246–1282 | Llywelyn ap Gruffydd 1223–1246–1282 | Llywelyn ap Gruffydd 1223–1246–1282 | Llywelyn ap Gruffydd 1223–1246–1282 | Llywelyn ap Gruffydd 1223–1246–1282 |                                     |                                     |                                     |                                     |                                   |                                   | Dafydd ap Gruffydd 1238–1282–1283 | Dafydd ap Gruffydd 1238–1282–1283 | Dafydd ap Gruffydd 1238–1282–1283 | Dafydd ap Gruffydd 1238–1282–1283 | Dafydd ap Gruffydd 1238–1282–1283 | Dafydd ap Gruffydd 1238–1282–1283 |                                |                                |                                |                                |  |  | Rhodri ap Gruffudd 1230–1315   | Rhodri ap Gruffudd 1230–1315   | Rhodri ap Gruffudd 1230–1315   | Rhodri ap Gruffudd 1230–1315   | Rhodri ap Gruffudd 1230–1315   | Rhodri ap Gruffudd 1230–1315   |  |  |  |  |  |  |  |  |  |  |  |  |  |  |  |  |  |  |  |  |  |  |  |  |
| Owain Goch ap Gruffydd d. 1282 | Owain Goch ap Gruffydd d. 1282 | Owain Goch ap Gruffydd d. 1282 | Owain Goch ap Gruffydd d. 1282 | Owain Goch ap Gruffydd d. 1282 | Owain Goch ap Gruffydd d. 1282 |  |  | Llywelyn ap Gruffydd 1223–1246–1282 | Llywelyn ap Gruffydd 1223–1246–1282 | Llywelyn ap Gruffydd 1223–1246–1282 | Llywelyn ap Gruffydd 1223–1246–1282 | Llywelyn ap Gruffydd 1223–1246–1282 | Llywelyn ap Gruffydd 1223–1246–1282 |                                     |                                     |                                     |                                     |                                   |                                   | Dafydd ap Gruffydd 1238–1282–1283 | Dafydd ap Gruffydd 1238–1282–1283 | Dafydd ap Gruffydd 1238–1282–1283 | Dafydd ap Gruffydd 1238–1282–1283 | Dafydd ap Gruffydd 1238–1282–1283 | Dafydd ap Gruffydd 1238–1282–1283 |                                |                                |                                |                                |  |  | Rhodri ap Gruffudd 1230–1315   | Rhodri ap Gruffudd 1230–1315   | Rhodri ap Gruffudd 1230–1315   | Rhodri ap Gruffudd 1230–1315   | Rhodri ap Gruffudd 1230–1315   | Rhodri ap Gruffudd 1230–1315   |  |  |  |  |  |  |  |  |  |  |  |  |  |  |  |  |  |  |  |  |  |  |  |  |
|                                |                                |                                |                                |                                |                                |  |  |                                     |                                     |                                     |                                     |                                     |                                     |                                     |                                     |                                     |                                     |                                   |                                   |                                   |                                   |                                   |                                   |                                   |                                   |                                |                                |                                |                                |  |  |                                |                                |                                |                                |                                |                                |  |  |  |  |  |  |  |  |  |  |  |  |  |  |  |  |  |  |  |  |  |  |  |  |
|                                |                                |                                |                                |                                |                                |  |  | Gwenllian de Gales 1282–1337        | Gwenllian de Gales 1282–1337        | Gwenllian de Gales 1282–1337        | Gwenllian de Gales 1282–1337        | Gwenllian de Gales 1282–1337        | Gwenllian de Gales 1282–1337        |                                     |                                     | Llywelyn ap Dafydd 1267–1283–1287   | Llywelyn ap Dafydd 1267–1283–1287   | Llywelyn ap Dafydd 1267–1283–1287 | Llywelyn ap Dafydd 1267–1283–1287 | Llywelyn ap Dafydd 1267–1283–1287 | Llywelyn ap Dafydd 1267–1283–1287 |                                   |                                   | Owain ap Dafydd 1265–1287–1325    | Owain ap Dafydd 1265–1287–1325    | Owain ap Dafydd 1265–1287–1325 | Owain ap Dafydd 1265–1287–1325 | Owain ap Dafydd 1265–1287–1325 | Owain ap Dafydd 1265–1287–1325 |  |  | Tomas ap Rhodri 1300–1325–1363 | Tomas ap Rhodri 1300–1325–1363 | Tomas ap Rhodri 1300–1325–1363 | Tomas ap Rhodri 1300–1325–1363 | Tomas ap Rhodri 1300–1325–1363 | Tomas ap Rhodri 1300–1325–1363 |  |  |  |  |  |  |  |  |  |  |  |  |  |  |  |  |  |  |  |  |  |  |  |  |
|                                |                                |                                |                                |                                |                                |  |  | Gwenllian de Gales 1282–1337        | Gwenllian de Gales 1282–1337        | Gwenllian de Gales 1282–1337        | Gwenllian de Gales 1282–1337        | Gwenllian de Gales 1282–1337        | Gwenllian de Gales 1282–1337        |                                     |                                     | Llywelyn ap Dafydd 1267–1283–1287   | Llywelyn ap Dafydd 1267–1283–1287   | Llywelyn ap Dafydd 1267–1283–1287 | Llywelyn ap Dafydd 1267–1283–1287 | Llywelyn ap Dafydd 1267–1283–1287 | Llywelyn ap Dafydd 1267–1283–1287 |                                   |                                   | Owain ap Dafydd 1265–1287–1325    | Owain ap Dafydd 1265–1287–1325    | Owain ap Dafydd 1265–1287–1325 | Owain ap Dafydd 1265–1287–1325 | Owain ap Dafydd 1265–1287–1325 | Owain ap Dafydd 1265–1287–1325 |  |  | Tomas ap Rhodri 1300–1325–1363 | Tomas ap Rhodri 1300–1325–1363 | Tomas ap Rhodri 1300–1325–1363 | Tomas ap Rhodri 1300–1325–1363 | Tomas ap Rhodri 1300–1325–1363 | Tomas ap Rhodri 1300–1325–1363 |  |  |  |  |  |  |  |  |  |  |  |  |  |  |  |  |  |  |  |  |  |  |  |  |
|                                |                                |                                |                                |                                |                                |  |  |                                     |                                     |                                     |                                     |                                     |                                     |                                     |                                     |                                     |                                     |                                   |                                   |                                   |                                   |                                   |                                   |                                   |                                   |                                |                                |                                |                                |  |  | Owain Lawgoch 1330–1378        |                                |                                |                                |                                |                                |  |  |  |  |  |  |  |  |  |  |  |  |  |  |  |  |  |  |  |  |  |  |  |  |

## Carrera militar
El año en que Owain entró al servicio del rey de Francia es incierto. Froissart afirma que luchó en el lado francés enPoitiers, pero n inguna evidencia adicional.[cita requerida] Sin embargo, fue privado de sus tierras inglesas en 1369, lo que sugiere que estaba al servicio de los franceses como comandante de una Compañía Libre durante la tregua entre Francia e Inglaterra después del fin del Tratado de Brétigny y la reanudación de hostilidades en 1369. Su nombre francés fue Yvain de Galles (Owen de Gales).
La compañía de Owain estaba formada en su mayoría por galeses, muchos de los cuales permanecieron al servicio de Francia durante muchos años. Su segundo al mando era Ieuan Wyn, conocido por los franceses como le Poursuivant d'Amour, descendiente de Ednyfed Fychan, Senescal de Gwynedd bajo los antepasados de Owain.[cita requerida] Owain también recibió apoyo financiero durante su estancia en Francia del padre de Ieuan Wyn, Rhys ap Robert.[cita requerida] Durante su servicio a Francia, Owain mantuvo buenas relaciones con Bertrand du Guesclin[cita requerida] y otros y se ganó el apoyo de Carlos V de Francia.
Los soldados galeses y los arqueros que habían luchado por Eduardo I en sus campañas en el norte de Gales permanecieron movilizados y lucharon junto a los reyes ingleses en sus batallas en Escocia y en Crecy y Poitiers. Irónicamente, el intento Normando de conquistar Gales provocó el despertar de la identidad galesa y la aparición de nuevos líderes militares como Owain que reclamaban descendencia de los antiguos Príncipes de Gales.

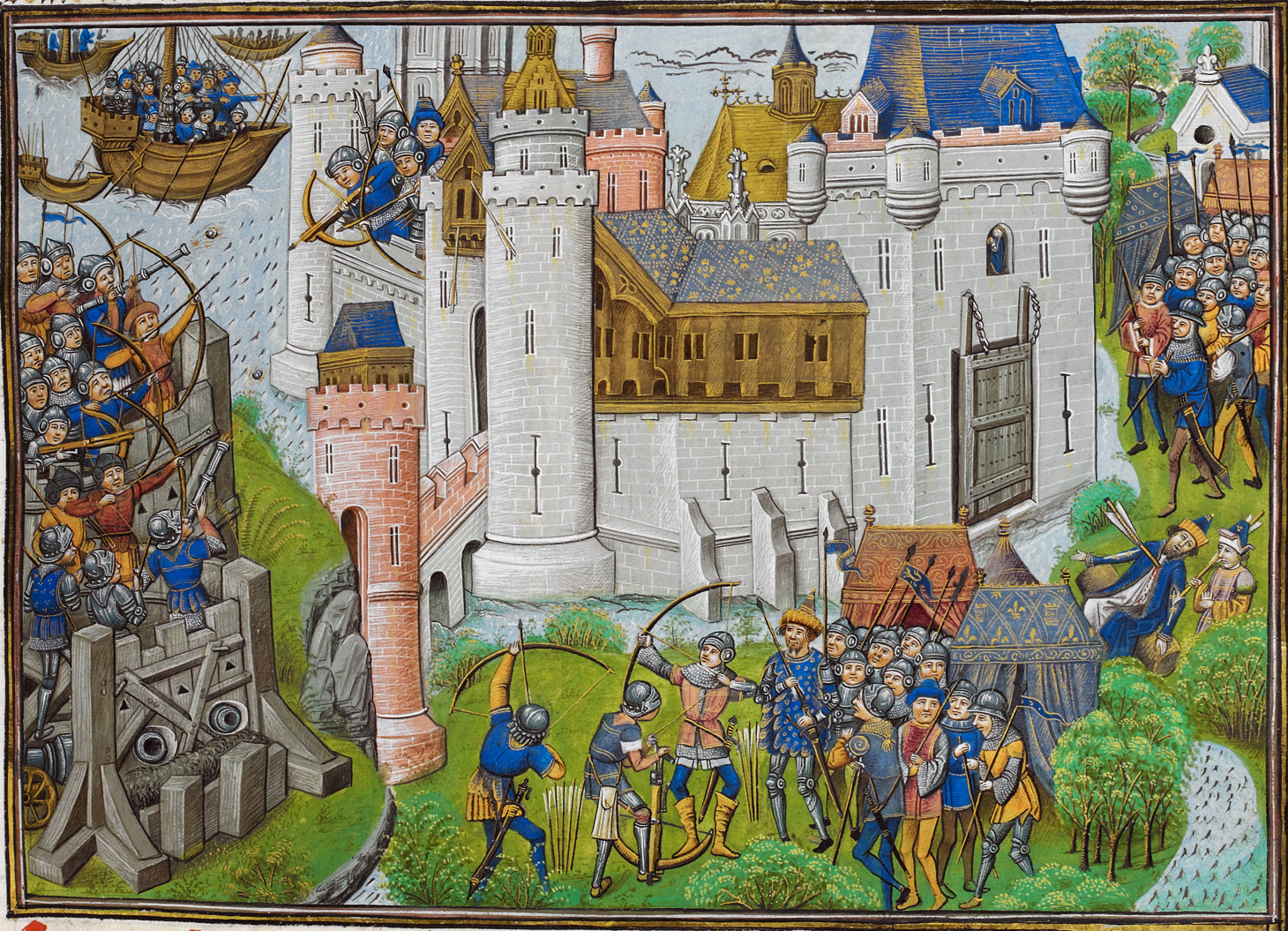
Una representación de la muerte de Owain en Mortagne de un manuscrito medieval. Owain es asesinado por una flecha, en lugar de por un cuchillo de asesino.

En mayo de 1372 en París, Owain anunció que tenía la intención de reclamar el trono de Gales. Zarpó de Harfleur con dinero prestado de Carlos V y atacó por primera vez la isla de Guernsey. Aún se encontraba allí cuando llegó un mensaje de Carlos ordenándole que abandonara la expedición para ir a Castilla a buscar naves para atacar La Rochelle. Owain derrotó a una fuerza inglesa y Gascona en Soubise ese mismo año, capturando a Sir Thomas Percy y a Jean de Grailly, el Captal de Buch. Planeó nuevamente invadir Gales en 1373, pero tuvo que desistir ante la ofensiva de Juan de Gante.[cita requerida] En 1374 luchó en Mirebau y en Saintonge. En 1375 Owain fue empleado por Enguerrand de Coucy para ayudar a Enguerrand a recuperar las tierras que le correspondían como sobrino del antiguo duque de Austria. Sin embargo, durante la Guerra de Gugler fueron derrotados por las fuerzas de Berna y tuvo que abandonar la expedición.
En 1377 hubo noticias de una nueva expedición de Owain a Gales, esta vez con ayuda de Castilla. El gobierno inglés envió entonces a un espía, el escocés John Lamb, a asesinar a Owain, que se hallaba sitiando Mortagne-sur-Gironde en Poitou. Lamb se ganó la confianza de Owain y se convirtió en su chambelán,[cita requerida] lo que le dio la oportunidad de apuñalar a Owain en julio de 1378, algo que Walker describió como "un triste final para una carrera extravagante". El Registro del Tesoro del 4 de diciembre de 1378 registra "A John Lamb, escudero de Escocia, porque finalmente mató a Owynn de Gales, rebelde y enemigo del Rey en Francia ... £20".[cita requerida]
Con el asesinato de Owain Lawgoch se produjo la extinción definitiva de la línea principal de la Casa de Aberffraw. Como resultado, las reclamaciones sobre el título de "Príncipe de Gales" pasaron a las dinastías reales de Deheubarth y Powys., cuyo principal representante fue Owain ap Gruffudd de Glyndyfrdwy, que descendía de ambas dinastías.

## Owain en la leyenda
Alrededor de la figura de Owain surgieron numerosas leyendas, entre las que se relata a continuación una versión de Cardiganshire. Dafydd Meurig de Betws Bledrws estaba ayudando a conducir ganado de Cardiganshire a Londres. En el camino se tallo un bastón de avellano, y todavía lo llevaba cuando se encontró con un extraño en el Puente de Londres. El desconocido le preguntó a Dafydd dónde había obtenido el bastón, y terminó acompañándolo de regreso a Gales al lugar donde lo había cortado. El desconocido le dijo a Dafydd que cavara bajo el arbusto, y aparecieron escalones que llevaban hasta una gran cueva iluminada por lámparas, donde un hombre de siete pies de alto con una mano derecha roja estaba durmiendo. El desconocido le dijo a Dafydd que este era Owain Lawgoch "que duerme hasta el momento señalado; cuando despierte será rey de los britanos".
El embalse de la cantera en Aberllefenni en Gwynedd fue conocido como Llyn Owain Lawgoch y hay una historia que lo vincula con la cercana mansión de Plas Aberrlefenni, recordadaen "Trem Yn Ol" por J. Arthur Williams.
En Guernsey, Owain es recordado como Yvon de Galles. Él y sus mercenarios Aragoneses han sido recordados por el folclore de la isla como una invasión de diminutas pero bellas hadas del otro lado del mar. La historia cuenta que el náufrago rey de las hadas fue encontrado inconsciente en una costa de Guernsey por una chica llamada Lizabeau. Cuando despertó, se enamoró de ella y la llevó a través del mar para ser su reina. Sin embargo, las otras hadas pronto decidieron que querían novias de Guernsey, e invadieron la isla. Los hombres de la isla lucharon valientemente pero fueron asesinados, a excepción de dos hombres que se escondieron en un horno. Las hadas tomaron esposas de Guernsey, lo que explica el típico cabello oscuro y pequeña estatura de Guernsey.

## Leer más
- A. D. Carr (1991). Owen of Wales: The End of the House of Gwynedd. University of Wales Press. ISBN 0-7083-1064-8.
- R. R. Davies (1991). The age of conquest: Wales 1063–1415. Oxford University Press. ISBN 0-19-820198-2.